# Torre della Vergine
La Torre della Vergine (in azero Qız Qalası, chiamata localmente Giz Galasi) è una torre nella Città Vecchia di Baku in Azerbaigian che ha affinità culturali con la presenza in loco di Zoroastriani, Sassanidi, Arabi, Persiani, Shirvani, Ottomani e Russi. Costruita nel XII secolo, come parte della Città Vecchia, costituisce, assieme al Palazzo degli Shirvanshah del XV secolo, un complesso di monumenti storici dichiarati nel 2000 dall'UNESCO come Patrimonio dell'umanità e catalogati nella categoria iii. Costituisce uno dei monumenti più noti dell'Azerbaigian ed è rappresentata sulle banconote da 10 manat.
La Torre della Vergine ospita un museo che narra l'evoluzione della storia della città di Baku. Dalla terrazza posta alla sua sommità si ha una visione panoramica sulla Città Vecchia, il Baku Boulevard, la casa di De Gaulle e un'ampia panoramica sulla Baia di Baku. In tempi recenti, il braciere posto sulla sua cima è stato acceso durante le notti del Festival di Novruz.
A seguito del regresso della linea di costa del Mar Caspio è emerso un lembo di terra e tale terra venne sviluppata tra i secoli IX e XV, quando vennero costruite le mura della Città Vecchia, il Palazzo e l'enorme bastione della Torre della Vergine.

## Storia
Esistono numerose ipotesi sull'origine del nome, la più accreditata delle quali è data da una leggenda su una vergine (si dice la figlia del Khan di Baku) che si lanciò dalla cima della torre finendo nei flutti sottostanti. In alcune fonti è detto che si trattava della sorella piuttosto che della figlia del re, che era stata incarcerata dal fratello e per sfuggire all'ignominia della carcerazione si lanciò dalla cima della torre. Un'altra spiegazione è data dal fatto che la torre non venne mai conquistata con la forza (e quindi un riferimento metaforico di verginità) e che alcuni credono che una volta era una Torre di Guardia [azero: Goz Qalası].
La Torre della Vergine è sita a sud-est della Città Vecchia, ha una storia mistica e venerabile legata a due distinti periodi, anche se non definitivamente stabiliti. L'area è stata il primo insediamento nel paleolitico.

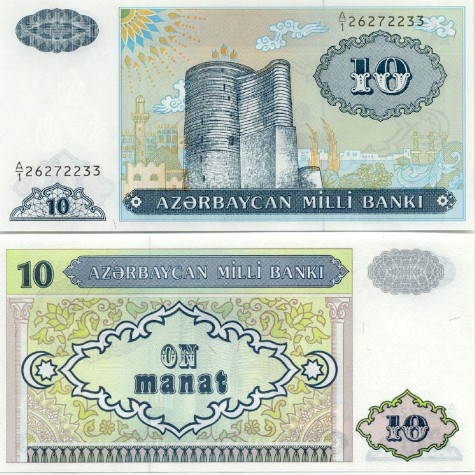
Rappresentazione della Torre della Vergine sulle banconote del manat azero (1993)

Sara Ashurbeyli, un'importante storica di Baku, ha calcolato che le fondamenta della torre, che si estendono per 15 metri sotto il suolo, con tre piani interrati, vennero costruite fra il IV e il VI secolo e mostrano la differenza nella pietra usata per costruire la parte soprastante. Questa teoria è parzialmente supportata dallo storico Bretanitskiy che ha ipotizzato che la torre sia stata costruita parzialmente nel V e VI secolo e per la restante parte nel XII. Il sito si presume sia stato abitato durante l'era sassanida come tempio Zoroastriano. Un'iscrizione posta all'altezza di 14 metri, in caratteri cufici antichi, menziona Qubbeye Masud ibn Davud o Kubey Mesud ibn Da'ud, un architetto attivo nel XII secolo; egli fu il padre dell'architetto che costruì la Mardakan Round Tower. Tuttavia, è pacifico come dall'iscrizione, anche se la Torre Madakan in realtà non rivelail nome del suo l'architetto, che gran parte della moderna torre risale al XII secolo. Il professor Ahmadov ritiene che la torre sia stata usata come osservatorio astronomico dal tempo della sua ricostruzione, a seguito del fatto che vi sono 30 incisioni scavate nella pietra nella parte inferiore della torre e 31 in quella superiore, collegate da una cintura di pietra, correlate ai giorni del mese.
Secondo i recenti scavi archeologici, eseguiti nel 1962-63 al piano terra della galleria, la torre fu costruita su una grande roccia digradante verso il mare, e il contrafforte si proietta fuori dalla torre principale per garantire una certa stabilità alla torre. Ulteriori scavi hanno anche rivelato travi di legno, ciascuna alta 14 metri, alla base della torre. Ciò è stato ritenuto come un sistema di protezione antisismico. È stato anche ipotizzato che la forma cilindrica della torre con muri spessi 5 metri alla base e che si assottigliano fino a 4,5 e 4 metri in cima, sono uno dei motivi che hanno reso possibile la sua conservazione nei secoli. Afferma inoltre che la torre è stata costruita in una sola volta e non in tempi diversi come ipotizzato da altri studiosi.
La torre e le altre strutture murarie, ora sotto la tutela dell'UNESCO, vennero rinforzate durante il dominio russo nel 1806 e sono sopravvissute.
La Torre della Vergine è rappresentata sul recto delle banconote del manat da 1 a 250, in corso legale nel periodo 1992–2006, e di quelle da 10 manat in corso dal 2006, oltre che sulle monete da 5 qəpik dal 2006.

## Architettura

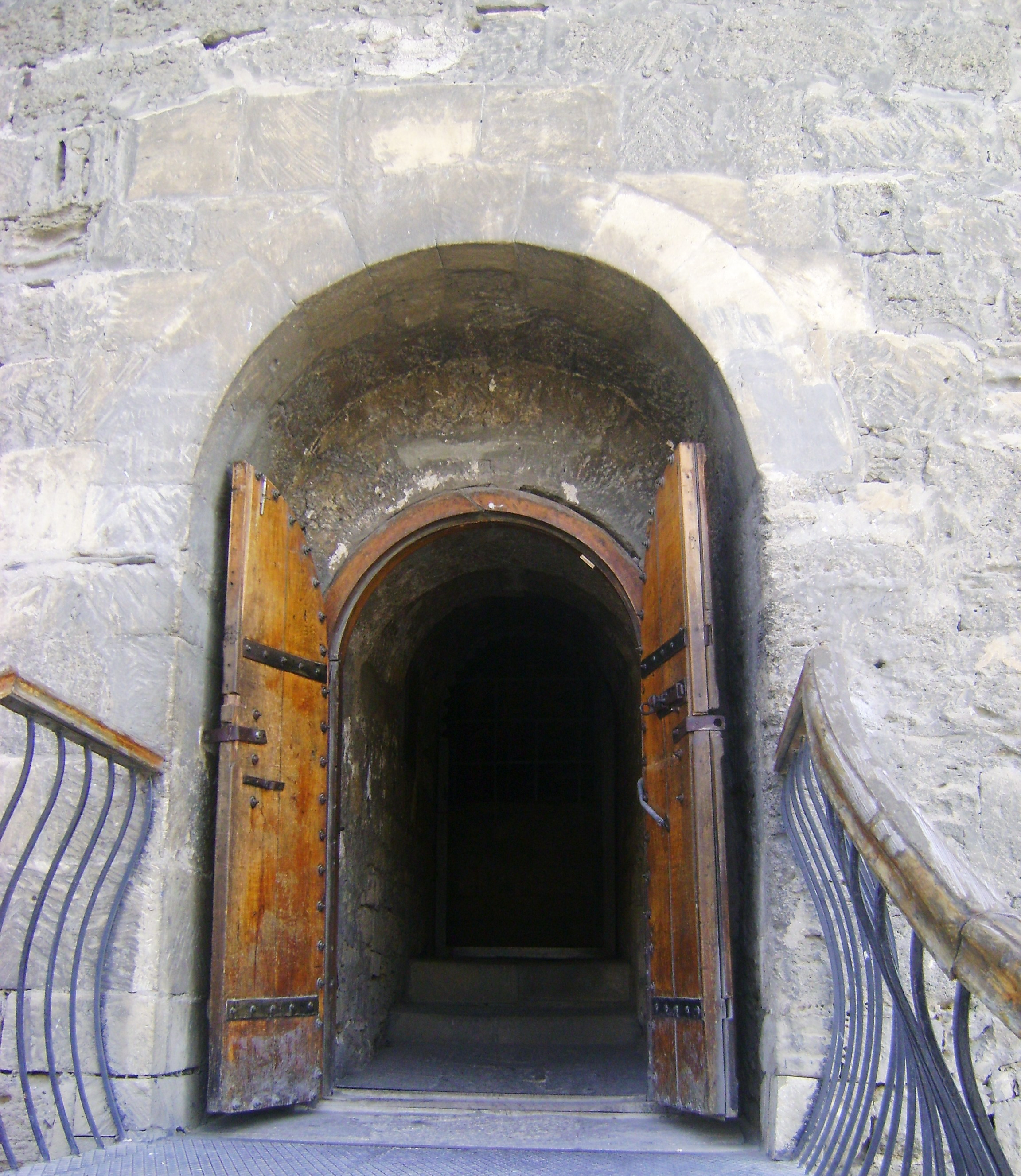
Ingresso

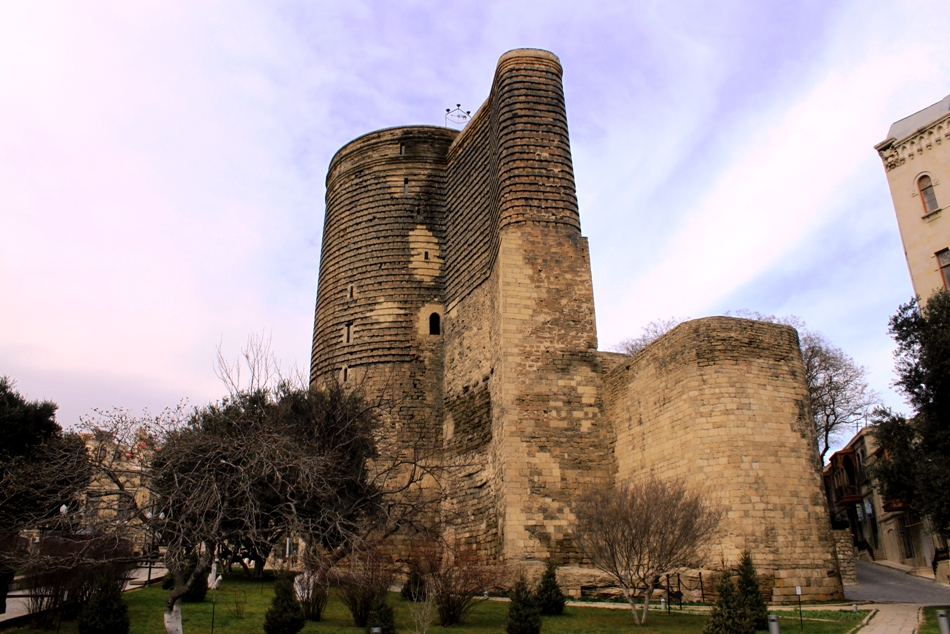
Dettagli architettonici

La Torre, uno dei siti più importanti di Baku, e descritta come "più maestoso e importante monumento di Baku, la Gyz Galasy", è stata costruita su solide fondamenta e mostra una fusione di stili arabi, persiani e ottomani. Essa venne costruita lungo la costa. Si tratta di una struttura a forma cilindrica di otto piani alta 29,5 metri con un diametro alla base di 16,5 metri. Lo spazio interno disponibile nella torre è detto sia sufficiente ad ospitare 200 persone. Una lunga proiezione della torre principale è rivolta verso est, ovvero verso il sorgere del sole che punta agli equinozi, cosa che ha portato alla conclusione che fu costruita come torre astronomica, mentre il contrafforte orientato ad est e la porta di accesso alla torre si affacciano a sud-est. Ogni piano della torre ha un tetto a volta e la "cupola di pietra" ha una apertura centrale. Lo spessore delle pareti varia da 5 metri alla base e si assottiglia fino ai 4,2 metri nei piani superiori. Tutti i piani sono collegati da scala che confina con il muro di cinta e sono illuminati da finestre strette. La struttura costruita in pietra presenta diverse superfici rifinite, intarsiate con calcare grigio locale. Gli strati si alternano fra pietra e gesso gesso che danno un effetto in bianco e nero a bande. La parte nord-occidentale della torre conserva l'originale finitura superficiale. Vi è anche una proiezione a forma di becco, un contrafforte, curvo realizzato in muratura. Le prime pietre hanno angoli squadrati.
Un esame dettagliato delle caratteristiche costruttive della torre, fatto dagli archeologi, suggerisce che la muratura in pietra, sia sulle sue superfici interne che esterne, è a forma di diamante sia nella parte superiore così come nella parte inferiore del muro della torre. Il taglio a forma di diamante visto come un elemento decorativo, in particolare sulla faccia esterna della parete ovest, è ornato in alto e piano nella parte inferiore del muro; una caratteristica sottile che suggerisce il fatto che tutta la torre è stata costruita come un monolite in un unico periodo. Tuttavia, i recenti restauri sono descritti come grezzo.
Pozzo
Un'altra importante struttura annessa alla torre è un pozzo del diametro di 0,7 metri, profondo 21 metri la cui apertura si trova al secondo piano. Vi è un'apertura anche a livello del suolo che è stata scoperta dall'archeologo Islamov Abbas nel corso di un recente studio della torre. Questo pozzo è stato interpretato come struttura per la raccolta dell'acqua piovana e l'acqua si dice che sia pulita e fresca (anche se vicino al mare). Il tubo di ceramica (di 30 cm. di diametro) che scende giù dalle nicchie della torre fino al pozzo è stato inteso come una fonte di approvvigionamento. Dato che il sistema idraulico viene considerato antico e nella sua forma originale, deve essere pulito e la sua struttura indagata con studi ulteriori per descrivere la rete di drenaggio che fu originariamente costruita come parte della torre. La ceramica del sistema idraulico e il limo depositato potrebbero anche contribuire a fissare l'età della torre mediante la tecnica della termo-luminescenza.
Tra i piani 2º e 7º vi è una grondaia di forma semicircolare ad ogni piano. È realizzata con tubi in ceramica montati uno sopra l'altro e uniti da malta di calce. I tubi sono presumibilmente prodotti con la tecnica della ruota del vasaio.
Essi hanno un diametro fra i 20 e i 25 cm. e uno spessore di 2,2 cm. e ogni segmento è lungo fra i 40 e i 45 cm. Grondaie simili si trovano al piano terra fino al livello della fondazione, ma i quattro tubi di ceramica di 22 × 18 cm. che corrono all'esterno attraverso il muro ai quattro angoli della base.

## Restauro
Dopo che l'UNESCO dichiarò tutta la struttura come Patrimonio dell'umanità, nel 2000, ci fu un terremoto che causò seri danni alla struttura. L'UNESCO, rilevando la mancanza di sforzi da parte delle autorità nazionali per conservare in modo adeguato questo patrimonio culturale ha poi elencato questi monumenti nella "Lista del Patrimonio Mondiale in Pericolo", nel periodo dal 2004 al 2009, con il commento: "Per la perdita di autenticità in parte a causa del terremoto del 2000 e alle pressioni dello sviluppo urbano".
Tuttavia, dopo che le autorità interessate hanno sviluppato un Piano di conservazione e di garanzia di adeguata gestione della proprietà "in pericolo" il sito è stato rimosso dall'UNESCO dalla lista dei siti in pericolo nel 2009. È stato anche chiesto lo Stato dovrebbe presentare al Centro del Patrimonio Mondiale, entro il 1º febbraio 2010, una relazione aggiornata sullo stato di conservazione dei beni e dei progressi compiuti per l'esame da parte del Comitato del Patrimonio Mondiale nella sua 34ª sessione nel 2010.

## Cultura di massa
La storia leggendaria del re che si innamorò di sua figlia e del suicidio della ragazza gettatasi dalla Torre della Vergine è stato oggetto di numerose poesie azere. Tuttavia, il balletto dal titolo "Maiden Tower", fu il primo balletto composto dall'azero Afrasiyyab Badalbayli, nel 1940. Questo balletto venne rappresentato all'Opera di Stato di Baku.
Tuttavia, la trama della storia è una versione modificata della leggenda. Secondo la versione modificata del balletto, il re al suo ritorno dalla campagna di guerra scoprì che sua moglie aveva dato alla luce una figlia, invece di un figlio. Egli divenne furioso e ordinò l'uccisione della sua bambina. Tuttavia, la nutrice della bimba la portò via in un luogo segreto dove crebbe fino a diventare una bella ragazza. A diciassette anni ella si fidanzò. A questo punto, il re la vide casualmente e decise di sposarla e conseguentemente la portò via e la tenne nella Torre della Vergine. Il fidanzato della ragazza andò su tutte le furie e riuscì ad uccidere il re. Corse poi verso la Torre per salvare la sua fidanzata, ma quando la ragazza sentì un rumore di passi che si avvicina verso la torre, pensando che fosse il re che veniva a prenderla, saltò giù dalla torre suicidandosi.
Nel 2011, la torre partecipa al "Earth Hour", una campagna contro i cambiamenti climatici in cui i grandi edifici vengono "oscurati" per un'ora per contribuire alla causa.

## Galleria d'immagini

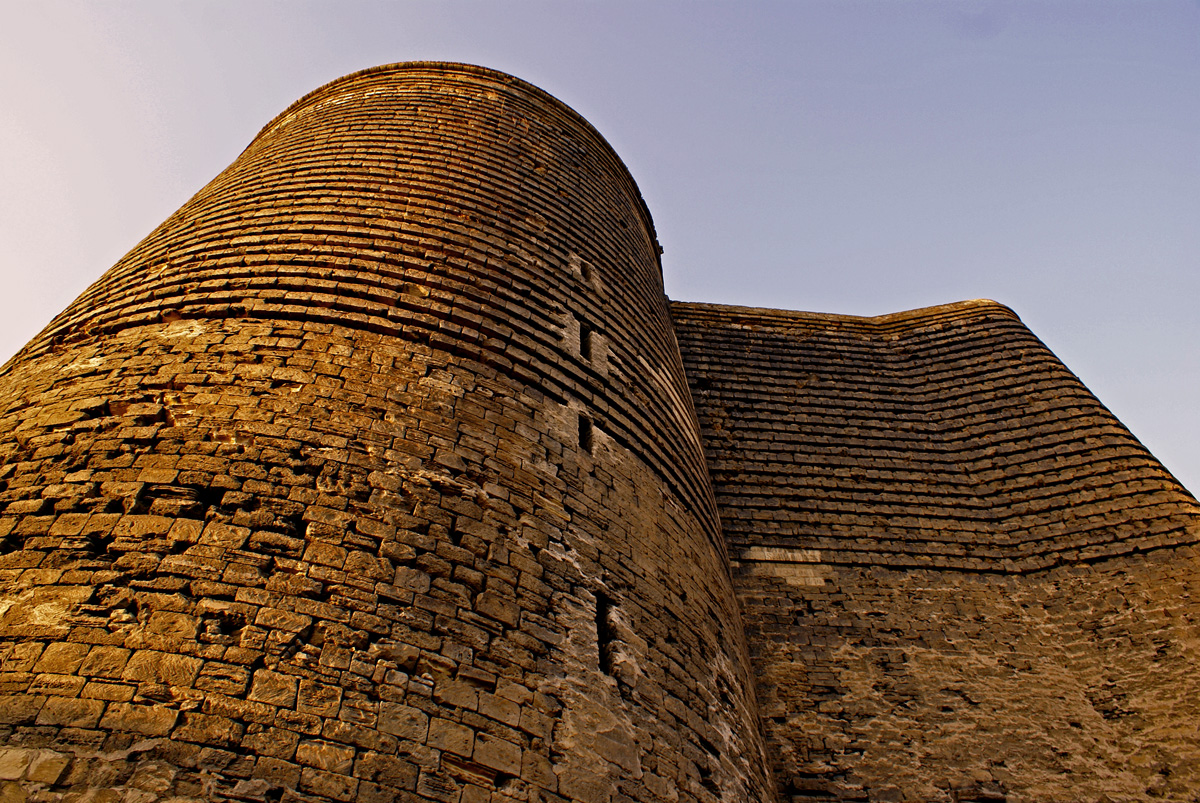
La torre della Vergine nella Città Vecchia di Baku.
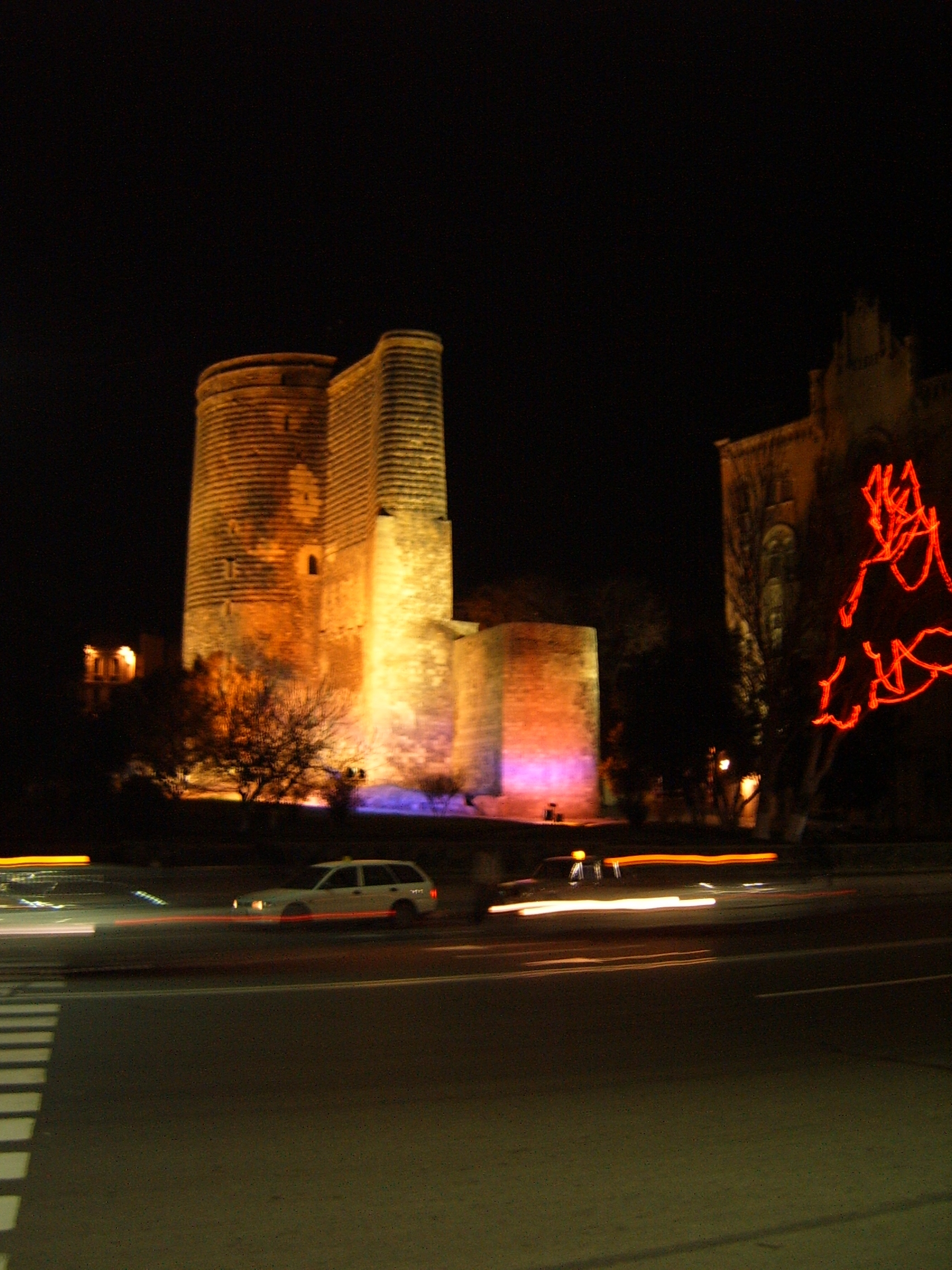
La torre della Vergine illuminata.